# Trosa (comuna)
Trosa (em sueco: Trosa kommun;   pronúncia) é uma comuna da Suécia localizada no condado da Södermanland. Sua capital é a cidade de Trosa. Possui 210 quilômetros quadrados e segundo censo de 2018, havia 13 309 habitantes. 
 

## Localidades principais
Localidades com mais população da comuna (2019):

| Nr | Localidade  | População |
| -- | ----------- | --------- |
| 1  | Trosa       | 6 821     |
| 2  | Vagnhärad   | 3 737     |
| 3  | Västerljung | 377       |

## Património turístico
Alguns pontos turísticos mais procurados atualmente são:

- Palácio de Tullgarn